# 湘滨镇
湘滨镇，中华人民共和国湖南省岳阳市湘阴县下属的一个镇，位于湘阴县西部。

## 建制沿革
- 2005年，白马寺镇、洞庭围镇、临资口镇、柳潭乡合并组建湘滨镇。

## 行政区划
湘滨镇下辖5个居委会与33个行政村：
- 一居委会、二居委会、三居委会、四居委会、和平闸居委会
- 石牌村、吉祥村、莲花塘村、云集村、三合岭村、复兴村、杨公村、双塘村、姑嫂村、古塘村、月塘村、干塘村、荷塘村、紫山村、清河村、甘口村、镇郊村、红菱村、粟塘村、乔山村、伏家山村、酬塘村、买马村、庄家村、洞庭村、回龙村、柳潭村、余长村、大山村、飞凤村、大鄱村、陈仕村、新坪村